# Peugeot Tipo 8
El Peugeot Tipo 8 fue un automóvil pequeño de cuatro asientos producido por Peugeot desde 1893 a 1896.  El motor era de 1282 cc y también lo poseía el Tipo 7, aunque el del Tipo 8 era mecánicamente diferente del motor del Tipo 7.  